# Синесиос Галацянос
Синесиос Галцянос (на гръцки: Συνέσιος Γαλατσάνος) е гръцки революционер, участник в Гръцката война за независимост.

## Биография
Роден е около 1780 година в халкидическото македонско село Галатища и затова носи прякора Галацянос, тоест Галатищки. При избухването на Гръцката революция в 1821 година взима участие в сраженията. В 1828 - 1829 година е военен свещеник в частта на Анастасиос Каратасос.